# Nunca seremos músicos
Nunca seremos músicos es el nombre del cuarto álbum de estudio de la banda peruana Los Chabelos. 
La carátula de este álbum contiene un collage como presentación de imágenes que se encuentran al interior del álbum, imágenes que resultan en una parodia de la carátula del disco Yellow Submarine de The Beatles.  
Contiene dos discos, el primero con 21 temas de estudio y el segundo disco contiene 7 temas en vivo y otros remasterizados.
El álbum también venía con un DVD del documental los Chabelos el cual contaba la historia de la banda y el discto. Este DVD era limitado e incluido en dicho disco homónimo.

## Lista de canciones
| Nunca seremos músicos |                                    |          |  |
| N.º                   | Título                             | Duración |  |
| 1.                    | «Nunca seremos músicos (parte 1)»  |          |  |
| 2.                    | «Hace tiempo que no la doy»        |          |  |
| 3.                    | «Carmín en los labios»             |          |  |
| 4.                    | «Nos van a pagar»                  |          |  |
| 5.                    | «Quiero llevarte de luna de miel»  |          |  |
| 6.                    | «Devuélve la plata Alanación»      |          |  |
| 7.                    | «Hoy no es un buen día»            |          |  |
| 8.                    | «La misma cojudez»                 |          |  |
| 9.                    | «Una papa en Güong»                |          |  |
| 10.                   | «¿Dónde están?»                    |          |  |
| 11.                   | «Calámbre en el pipilín»           |          |  |
| 12.                   | «Hermanos de leche»                |          |  |
| 13.                   | «La traigo muerta»                 |          |  |
| 14.                   | «Hoy sí es un buen día»            |          |  |
| 15.                   | «Rómpeme el culo a pingazos»       |          |  |
| 16.                   | «Qué cojudos hemos sido todos»     |          |  |
| 17.                   | «Muñeco loco»                      |          |  |
| 18.                   | «La raja de tu culo»               |          |  |
| 19.                   | «Me he levantado al palo»          |          |  |
| 20.                   | «Hoy sí es un buen día (ahora sí)» |          |  |
| 21.                   | «Nunca seremos músicos (parte 2)»  |          |  |